# Allostichaster capensis
Allostichaster capensis är en sjöstjärneart som först beskrevs av Perrier 1875.  Allostichaster capensis ingår i släktet Allostichaster och familjen trollsjöstjärnor. Inga underarter finns listade i Catalogue of Life.